# Roswitha Beier
Roswitha Beier, née le 22 décembre 1956 à Riesa (Saxe), est une ancienne nageuse est-allemande, spécialiste du papillon.

## Carrière
Aux Jeux olympiques d'été de 1972 à Munich, elle termine 2e du 100 m papillon en 1 min 03 s 61 derrière la Japonaise Mayumi Aoki. Elle est également médaillée d'argent sur le relais 4 x 100 4 nages avec Christine Herbst, Renate Vogel et Kornelia Ender.
Elle remporte la médaille d'argent du 100 m papillon aux Championnats du monde de natation 1973 à Belgrade.